# Aurelle Awona
Marie-Aurelle Awona (Yaoundé, 1993. február 2. –) kameruni női válogatott labdarúgó, a portugál első osztályú SC Braga csapatának hátvédje.

## Pályafutása

### Klubcsapatokban
A Madrid CFF 2020 januárjában kínált fel számára egy 18 hónapos szerződést, azonban a kevés lehetőség miatt július 4-én bejelentette távozását.
Július 25-én visszatért Franciaországba a Stade de Reims együtteséhez.
2021. július 16-án a Napoli csapatához szerződött.
Az égszínkékekkel nem sikerült az bennmaradni az élvonalban, így a szezon végén újabb lehetőségként fogadta el a portugál SC Braga ajánlatát.

### A válogatottban
Szerepelt a francia korosztályos válogatottakban, végül hazája mellett döntött és a 2015-ös világbajnokságon már Kamerun színeiben lépett pályára. A 2019-es vb-n három mérkőzésen játszott.

## Sikerei, díjai

### A válogatottban
Kamerun
- Afrikai Nemzetek Kupája ezüstérmes: 2016
- Afrikai Nemzetek Kupája bronzérmes: 2018